# 林维先
林维先（1912年9月8日—1985年7月28日），中国人民解放军中将。1955年获一级八一勋章、一级独立自由勋章、一级解放勋章。